# Goniodoma
Goniodoma là một chi bướm đêm thuộc họ Coleophoridae.